# Kati Patang
Kati Patang ist ein Hindi-Film von Shakti Samanta aus dem Jahr 1970 mit Rajesh Khanna, Asha Parekh und Prem Chopra in den Hauptrollen. Der Film basiert auf dem Roman I Married a Dead Man (1948) von Cornell Woolrich. Zuvor diente der Roman als Vorlage für den Film No Man of Her Own (1950) mit Barbara Stanwyck. Es existieren noch zwei weitere Verfilmungen: Verheiratet mit einem Toten (1980) mit Nathalie Baye und der US-amerikanische Film Mrs. Winterbourne (1996).
In Indien zählt Kati Patang zu den 50 erfolgreichsten Filmen aus den 1970er Jahren. Nach den Box Office-Zahlen belegte er 1970 den 6. Platz und wurde zu einem Hit.

## Handlung
Am Tag der Hochzeit soll Madhavi einen ihr noch unbekannten Mann heiraten. Doch sie kann ihre Liebe zu ihrem Freund Kailash nicht vergessen. Deshalb rennt sie noch am Hochzeitstag zu ihm hin, nur um ihn dann mit einer anderen Frau in den Armen zu erwischen. Mit gebrochenem Herzen kehrt sie zum Haus ihres Onkels zurück und möchte ihn um Vergebung bitten. Doch sie findet ihren Onkel tot auf, da er einen Schock erlitten hat.
Sie flieht und trifft auf ihre alte Schulfreundin Poonam. Diese ist mit ihrem Sohn auf dem Weg zu ihren Schwiegereltern, die sie noch nie zuvor gesehen hat. Damals ist sie mit ihrem Mann durchgebrannt und nun da er verstorben ist, hat sie sonst niemanden. Madhavi möchte sie auf der Reise begleiten, doch der Zug entgleist. Poonam bittet Madhavi kurz vor ihrem Tod für ihren Sohn zu sorgen.
Madhavi verspricht es und gibt sich bei Poonams Schwiegereltern als deren Schwiegertochter aus. Freundlich wird sie von Diwan Dinanath und dessen Frau in ihrem Haus aufgenommen. Madhavi alias Poonam lernt sich schnell der neuen Situation anzupassen und begegnet neuen Menschen, wie Kamal Sinha, einem guten Freund von Poonams Ehemann. Sie lernen sich kennen und bald erkennt Madhavi, dass er der Mann ist, den sie hätte heiraten sollen.
Seit der geplatzten Hochzeit ist Kamal ein gebrochener Mann, doch Madhavi steckt in einer Zwickmühle und versucht die Wahrheit zu verbergen. Dies erweist sich schwieriger als erwartet, denn schon bald empfindet sie mehr für Kamal. Noch schlimmer kommt es, als Kailash hinter Madhavis Spiel kommt und sie ständig erpresst, um an den Reichtum der Familie zu kommen.
Madhavi versucht sich durch Lügen aus der Situation zu retten, aber sie erkennt, dass dies nicht der richtige Weg ist. In einem Brief schreibt sie die wahre Geschichte nieder. Nachdem Kamal den Brief in die Hände bekommt, versucht er trotz all der aufgetischten Lügen Madhavi zu helfen. Gemeinsam können sie der Polizei beweisen, dass Kailash und seine Geliebte Shabnam das Erbe an sich reißen wollten.

## Musik
| Song                                        | Sänger/in       |
| ------------------------------------------- | --------------- |
| "Mera Naam Hai Shabnam"                     | Asha Bhosle     |
| "Yeh Jo Mohabbat Hai"                       | Kishore Kumar   |
| "Yeh Shaam Mastani"                         | Kishore Kumar   |
| "Jis Gali Mein Tera Ghar Na Ho Baalma"      | Mukesh          |
| "Pyaar Deewana Hota Hai, Mastaana Hota Hai" | Kishore Kumar   |
| "Na Koi Umang Hai Na Koi Tarang Hai"        | Lata Mangeshkar |
| "Aaj Na Chorenge Bas Humjoli"               | Kishore Kumar   |

## Auszeichnung
Filmfare Award 1972
- Beste Hauptdarstellerin an Asha Parekh

Nominierungen
- Beste Regie an Shakti Samanta
- Bester Hauptdarsteller an Rajesh Khanna
- Beste Story an Gulshan Nanda
- Bester Liedtext an Anand Bakshi für Na Koi Umang Hai
- Bester Playbacksänger an Kishore Kumar für Yeh Jo Mohabbat Hai

## Kritik
„Kati Patang“ [eignet] sich nur für hartgesottene Bollywood-Fans (...), vor allem wegen der nicht nur unglaubhaften, sondern geradezu himmelschreienden Zufälle in diesem Plot-Konstrukt. Auch das Level an Melodrama ist in manchen Szenen, in denen Asha zur Salzsäule des Schreckens erstarrt die Vorwürfe oder das Unheil über sich ergehen lassen muss, nur schwer auszuhalten für jemanden, der mit Bollywood nicht schon zuvor intensiven Kontakt geschlossen hat. Doch all jenen, die damit klar kommen, sei der Film ans Herz gelegt, wegen der tollen Musik, den sehenswerten Darstellern und ein paar durchaus aberwitzigen Plot-Entwicklungen. (von molodezhnaja.ch)

## Sonstiges
- Der Film erschien 1980 in Portugal unter dem Titel O Preço do Pecado (gekürzte Version mit 132 min).